# Schnefler

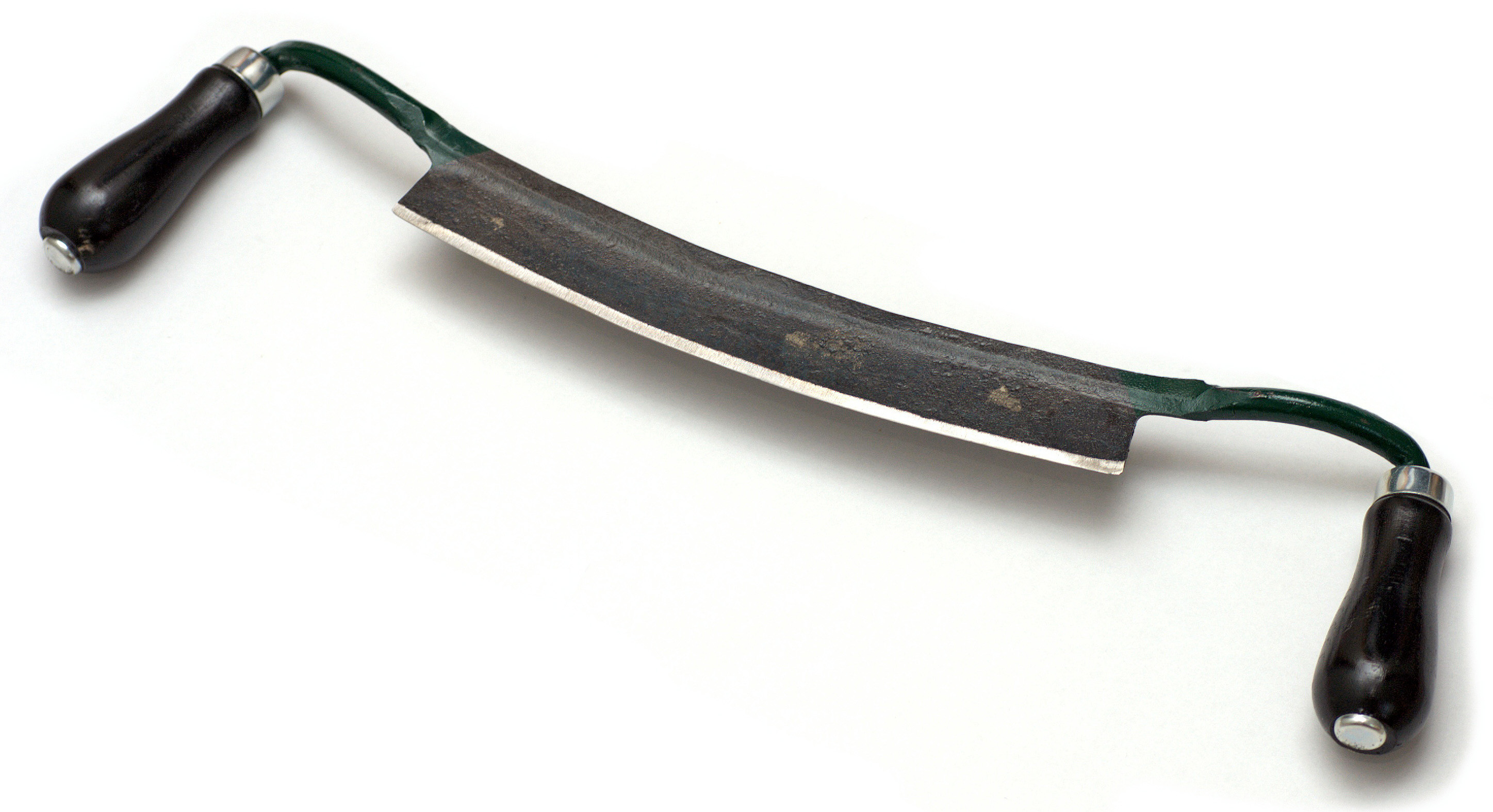
Ziehmesser

Schnefler ist die Schwarzwälder Bezeichnung für ein Handwerk, bei dem vornehmlich mit dem Ziehmesser auf einem Schneidstuhl Holz zu Geräten, Werkzeugen und anderen Gebrauchsgegenständen verarbeitet wurde. Mit dem Aufkommen industrieller Fertigung solcher Gebrauchsgegenstände mit anderen Werkstoffen entwickelte sich der Schnefler mehr zum Schnitzer und zum Produzenten von Holzspielzeug und kunstgewerblichen Erzeugnissen.

## Bezeichnung
Die Berufsbezeichnung Schnefler leitet sich von schneflen, schnefeln oder schnipfeln ab. In Abgrenzung zum Schnitzer war der Schnefler ein Holzwarenfertiger, der hauptsächlich mit dem Ziehmesser arbeitete. Aus der Spezialisierung auf bestimmte Produkte ergaben sich im Schwarzwald und in anderen Regionen weitere Berufsbezeichnungen (z. B. Löffelschnitzer). Der Schnitzer benötigte kunsthandwerkliche Fähigkeiten, um mit Schnitzmessern feinere und eher dekorative Werke zu fertigen. Durch Weiterentwicklung des Schnefler-Handwerks wurde die Abgrenzung unschärfer.

## Schnefler-Produkte
Ursprüngliche Produkte waren einfache „Alltagsgegenstände aus Holz: Bürsten, Schachteln, Fässer, Schindeln, Löffel, Mausefallen, Hobel oder Blasebälge.“
„Aus den einstigen Schneflergewerben hat sich ein leistungsstarkes holzverarbeitendes Handwerk in Bernau entwickelt. Gefertigt werden Holzspielzeug, kunstgewerbliche Erzeugnisse, Schnitzereien, Haushaltsgeräte, Schwarzwald-Möbel, Zulieferteile für die Möbelindustrie und sogar Massivholz-Häuser.“

## Geschichte
Der Ausdruck schneflen findet sich erstmals in Hochfürstlich Reichs-Stift-St. Blasische Forst- und Wald-Ordnung von 1766 des Klosters St. Blasien.
Die Holzwarenfabrikation der Schnefler hatte ihren Schwerpunkt in den badischen Bezirksämtern Schönau, St. Blasien und Säckingen. Das Zentrum der Schneflerei war Menzenschwand (im 18. Jahrhundert) und im 19. Jahrhundert Bernau. 
Im oberen Wiesental konnte sich diese Holzwarenfabrikation nie in vergleichbarer Weise entwickeln.
Ende des 19. Jahrhunderts zeichnete sich, dass durch die industrielle Produktion von Gebrauchsgegenständen unter Verwendung neuerer Werkstoffe die bisherige Holzwarenfabrikation künftig der bäuerlichen Bevölkerung des Hochschwarzwaldes keinen ausreichenden Zusatzverdienst mehr bringen würde. Ein solcher Zusatzverdienst war bei den kargen Böden, die nur Viehwirtschaft zuließen, notwendig. Zu Beginn der 1890er-Jahre wurde in Bernau eine Schnitzereischule gegründet um die Entwicklung zu höherwertigen Produkten zu fördern.
Am 7. Februar 1898 gründeten die Bernauer Schnefler die Holz-Rohstoff-Magazin- und Absatzgenossenschaft Bernau um ihre wirtschaftliche Not zu lindern, die aus ihrer bisherigen Abhängigkeit von Händlern resultierte.
1977 wurde in Bernau das Holzschneflermuseum Resenhof eingerichtet und auch das Heimethus Todtmoos präsentiert das Schnefler-Handwerk.